# Nam Woo-hyun
Nam Woo-hyun (en hangul, 남우현; en hanja, 南優鉉; Seúl, 8 de febrero de 1991) es un cantante, bailarín, compositor y actor surcoreano. Es el vocalista principal del grupo INFINITE bajo la agencia Woollim Entertainment.

## Vida y Carrera

### Predebut
Woohyun nació en Seúl, Corea del Sur el 8 de febrero de 1991. Se graduó de Dong Ah Institute of Media & Arts después de estudiar allí por un promedio de cuatro años. Y los años siguientes los dedicó a sacarse una carrera universitaria en Seúl.

### Infinite
Woohyun realizó su debut junto a 5 chicos más formando parte de INFINITE en el 2010. Él se desempeña como vocalista principal. Poco antes de su debut, trabajó como modelo y participó en el video musical "귀가 멀어" de KooPD en el 2007.

### Toheart
El 20 de febrero de 2014, SM Entertainment lanzó un prólogo (teaser) a través de su canal oficial de Youtube donde se anunciaba a ToHeart, una subunidad especial formada por Woohyun y Key de SHINee. Un segundo prólogo fue revelado el 27 de febrero. Seguido a esto, se lanzó el adelanto del video musical para la canción principal "Delicious" de su primer miniálbum, mientras que el video completo fue liberado el 10 de marzo.

### Actividades en Solitario
En septiembre del 2011, fue anunciado que Woohyun ingresaría a Immortal Song 2 como miembro permanente. Su primera aparición en el show fue emitido el 1 de octubre. En noviembre se anunció que dejaría el programa debido a las actividades japonesas de Infinite. Su episodio final se transmitió el 5 de noviembre.
Woohyun realizó su debut como actor musical en Gwanghwamun Sonata junto a su compañero de Banda Sungkyu, donde interpretó a Jiyong, el hijo de la protagonista, Yeojoo. La obra duró desde el 3 de enero hasta el 11 de marzo de 2012. Él repitió el rol en Japón del 4 al 6 de enero de 2013.
En julio del 2012, Woohyun fue elegido para protagonizar el drama The Thousandth Man, junto a Hyomin de T-ara.
En diciembre del 2012, Woohyun fue seleccionado para formar parte de uno de los grupos que participarían en el Gayo Daejeon de SBS, estuvo dentro de Dramatic Blue, junto a Yoseob de Beast, Jo Kwon de 2AM, G.O. de MBLAQ y Niel de Teen Top. Ellos lanzaron el sencillo "Tearfully Beautiful" producido por Sweetune.
En el 2013, se unió a la cantante indie Lucia para formar el dúo Re;code, lanzando el sencillo "Cactus".
En abril de 2014, se anunció que Woohyun participaría en un nuevo drama llamado Hi! School-Love On, que fue emitido desde el 11 de julio a través de KBS, donde compartió roles con su compañero de banda Lee Sungyeol y la actriz Kim Sae Ron.
En abril de 2019 se anunció que se había unido al elenco principal del musical Mefisto junto a Ken, Roh Tae-hyun y Nam Tae-hyun.

## Discografía
Sencillos
- 2012: "Tearfully Beautiful" (junto a Dramatic Blue)
- 2013: "Cactus" (junto a  Lucia)

Temas para dramas
- «When Love Comes» para Modern Farmer (2014)
- «Standing Egg Little Star» para Hi! School-Love On (2014)

## Filmografía

### Dramas
| Año  | Título                         | Rol                           | Canal   |
| ---- | ------------------------------ | ----------------------------- | ------- |
| 2012 | The Thousandth Man             | Nam Woo Hyun                  | MBC     |
| 2014 | Hi! School-Love On             | Shin Woo Hyun                 | KBS 2TV |
| 2019 | When the Devil Calls Your Name | Presentador del Festival Ídol | tvN     |

### Programas de televisión
| Año                                | Título                        | Notas                                                                      |
| ---------------------------------- | ----------------------------- | -------------------------------------------------------------------------- |
| 2009                               | Wide Girl Punch               |                                                                            |
| 2010                               | 1 vs. 100                     | junto a Sungkyu y L                                                        |
| 2010                               | Mnet Scandal                  | junto a Sungkyu                                                            |
| 2010                               | Lucky Strike                  |                                                                            |
| 2011                               | Immortal Song 2               | él mismo                                                                   |
| 2011                               | Strong Heart                  |                                                                            |
| 2011                               | The Beatles Code              | junto a Dong Woo, Hoya y SungJong                                          |
| 2011                               | Let's Go! Dream Team Season 2 | episodio especial                                                          |
| 2013                               | 1000 Song Challenge           | junto a Dong Woo y Sungyeol                                                |
| 2013                               | Hidden Singer                 | junto a Sungyeol y Dong Woo                                                |
| 2013                               | Mamma mia                     |                                                                            |
| 2015                               | A Song For You 4              |                                                                            |
| 2015                               | Weekly Idol                   |                                                                            |
| 2012, 2013, 2014, 2015, 2016, 2018 | Hello Counselor               | invitado, (ep. 56, 133, 167, 233, 277, 351), junto a Sungkyu, L y Sungyeol |
| 2018                               | Battle Trip                   | participó junto a Sungjong (ep. 78)                                        |
| 2018                               | King of Mask Singer           | concursó como "Salvador Dalí" (ep. 161-162)                                |

### Aparición en videos musicales
| Año  | Canción             | Artista           |
| ---- | ------------------- | ----------------- |
| 2007 | 귀가 멀어           | KooPD ft. Dookang |
| 2010 | Run                 | Epik High         |
| 2011 | The Wind Is Blowing | Jisun             |
| 2013 | BAAAM               | Dynamic Duo       |